# 张乐行
張樂行（1811年—1863年4月5日），又名張洛行，小名香兒；安徽亳州張老家（今屬渦陽）人；清末捻軍首领，太平天国封为沃王。

## 生平
张乐行出身士紳地主家庭，有良田五百餘畝，曾為鹽梟販運私鹽，喜仗義疏財，時稱“仁義光棍”。
咸豐二年（1852年），皖北饑饉，張樂行與龔得樹、王冠三、蘇天福、韩朗子等結捻。「捻」是淮北方言，意思是「一股一夥」，捻軍起源於「捻子」，最初安徽、河南一帶有游民捏紙，將油脂點燃，燒掉油捻紙，用來驅除疾病、災難，強為過路商旅祈福，收取香火錢。多半是游手好閒之徒所為，越是荒年歉收，入捻人數越多，所謂「居者為民，出者為捻」。淮北大旱，入捻農民大增。
咸豐三年（1853年）太平軍經安徽、河南，捻軍紛起响应。張樂行被舉為捻首，號稱「十八鋪聚義」，后攻克河南永城。
咸豐五年（1855年）秋，他在雉河集（今安徽渦陽縣城）召集各地捻黨首領會盟，被推為盟主，号稱“大漢明王”。制定黃、白、黑、紅、藍“五旗軍制”，張樂行兼领黄旗，下設軍師、司馬、先鋒等職，立有《行軍條例》。
咸豐六年（1856年）6月19日，雉河集失陷，率部南撤。7月16日，攻克淮河上游重镇三河尖（今河南省固始县三河尖镇）。旋回军北上，于8月24日夺回雉河集。
咸豐七年（1857年）春天，與太平軍豫天侯陈玉成、合天侯李秀成部队會師于霍丘、六安交界处，並攻克霍丘，自此捻軍接受太平天國領導，不剃髮，改换太平天国旗帜。洪秀全封张乐行為成天义，任“征北主将”，10月13日，退至六安。
咸豐八年（1858年）5月下旬率兵北上，经正阳关、峡石口，占领怀远、临淮和凤阳府县两城，控制淮河南北的交通，断绝清军淮北盐运。11月与庐州太平军南下，配合陈玉成、李秀成指挥的三河之役，大败湘军。
咸豐十年（1860年）张乐行指挥张宗禹率主力3万余人出征苏北敌后，占领清江浦（今淮阴），被太平天国封为沃王。1861年冬进驻颍上。
同治元年（1862年）太平軍皖北根據地喪失，形勢逐漸惡化。5月陈玉成被俘，张乐行率孤军在淮河南北坚持。同年冬天，僧格林沁圍攻淮北捻軍基地，捻軍全力抗擊，但一再受挫。
同治二年（1863年）二月初，张乐行率捻軍再退雉河集，扼守尹家河。3月23日，张乐行率20万大军在涡河张村铺北，背淝水列阵，与僧格林沁血战。终因力量悬殊，孤军无援而全军覆没，张乐行仅率10余骑突出重围，驰至阜阳马家店，继又夜走蒙城西阳集，欲去山东。四日，至西阳集蓝旗捻头李家英处。此时，李家英已降清，他一面假意款待张乐行，一面密报宿州知州英翰，英翰随即率兵至西阳集俘虏了张乐行及其子张喜、义子王宛儿父子3人，由牛师韩押送亳州义门集僧格林沁大营。4月5日（同治二年二月十八日），三人在義門集周家營被清軍處死，梁王張宗禹、鲁王任化邦續領捻軍。